# Luděk Zelenka
Luděk Zelenka (* 11. September 1973 in Liberec) ist ein tschechischer Fußballspieler.

## Karriere
Luděk Zelenka begann mit dem Fußballspielen bei Slovan Liberec, wo er allerdings wenig Aussichten hatte, sich in der ersten Mannschaft durchzusetzen. Mit knapp 19 Jahren wechselte der Stürmer zum FK Český Dub, ein Jahr später in die 2. Liga zu Český ráj Turnov.
1995 verpflichtete ihn der FK Jablonec. Zelenka schaffte es in die Stammformation und schoss sieben Tore in 29 Spielen. Anfang 1997 wechselte er zu Viktoria Žižkov, auch dort spielte er regelmäßig und gehörte zu den besten Torschützen. Im Frühjahr 1999 machte Zelenka den nächsten Schritt in seiner Laufbahn und wechselte zu Slavia Prag. In drei Jahren machte Zelenka 85 Spiele für Slavia, in denen er 21 Tore schoss. Anfang 2002 verließ er den Verein, als Trainer Miroslav Beránek ihm erklärte, er passe nicht in sein Konzept. Seine nächste Station war der FK Teplice, von wo er im Streit Anfang 2004 zu Chmel Blšany wechselte, wo er zwölf Tore in 28 Spielen erzielte.
Erneut unter der Saison wechselte er Anfang 2005 zum 1. FC Brünn, seiner insgesamt sechsten Erstligastation. In Brünn stellte Zelenka in Beweis, dass er zu den besten Stürmern in der Tschechischen Liga gehört. Im Sommer 2007 wechselte Zelenka zu seinem ehemaligen Verein FK Jablonec, bei dem er einen Zweijahresvertrag unterschrieb.
In der Winterpause 2007/08 wurde Zelenka an den österreichischen Zweitligisten FC Kärnten ausgeliehen. Im Juli 2008 kehrte der Stürmer nach Tschechien zurück und schloss sich dem Zweitligisten FK Dukla Prag an. Im Herbst 2009 spielte Zelenka auf Leihbasis beim Erstligaaufsteiger Bohemians 1905. Ende 2009 beendete Zelenka seine Profikarriere. Fortan spielt er beim unterklassigen Všenorský SK zusammen mit Jiří Novotný.

## Futsal
Bereits während seiner Profikarriere spielte Zelenka unregelmäßig Futsal für den damaligen Zweitligisten Agromeli Brno. Nach seinem Karriereende spielt der Stürmer für den Erstligisten Slavia Prag.